# (13495) 1985 RD3
(13495) 1985 RD3 là một tiểu hành tinh vành đai chính. Nó được phát hiện bởi Henri Debehogne ở Đài thiên văn La Silla ở Chile ngày 6 tháng 9 năm 1985.